# U-1103
U-1103 je bila nemška vojaška podmornica Kriegsmarine, ki je bila dejavna med drugo svetovno vojno.

## Zgodovina
Podmornica se je predala 5. maja 1945 v Cuxhavnu. V sklopu operacije Deadlight je bila 23. junija 1945 premeščena v Loch Ryan, kjer so jo potopili 30. decembra 1945 med pomorskim obstreljevanjem.

## Poveljniki
| Poveljniki |                                    |                    |                                      |
| Št.        | Čin                                | Ime                | Poveljstvo                           |
| 1.         | Kapitanporočnik (Kapitänleutnant)  | Hans Bungards      | 8. januar 1944 - 2. julij 1944       |
| 2.         | Nadporočnik (Oberleutnant zur See) | Werner Sausmikat   | 3. julij 1944 - 8. oktober 1944      |
| 3.         | Nadporočnik (Oberleutnant zur See) | Karl-Heinz Schmidt | 9. oktober 1944 - 24. november 1944  |
| 4.         | Nadporočnik (Oberleutnant zur See) | Jürgen Iversen     | 25. november 1944 - 25. februar 1945 |
| 5.         | Kapitanporočnik (Kapitänleutnant)  | Wilhelm Eisele     | 26. februar 1945 - 5. maj 1945       |

## Tehnični podatki
| Kategorije                                    | Podatki                       |
| --------------------------------------------- | ----------------------------- |
| Teža (t): na površju pod površjem polna Teža  | 769 871 1.070                 |
| Dolžina (m) - tlačni trup (m)                 | 67,1 - 50,5                   |
| Širina (m) - tlačni trup (m)                  | 6,2 - 4,7                     |
| Izpodriv (m)                                  | 4,74                          |
| Višina (m)                                    | 9,6                           |
| Moč (hp): na površju pod podvršjem            | 3.200 750                     |
| Hitrost (vozlov): na površju pod podvršjem    | 17,7 7,6                      |
| Doseg (milja/vozel): na površju pod podvršjem | 8.500/10 80/4                 |
| Torpeda/Torpedne cevi                         | 14/5 (4 na premcu, 1 na krmi) |
| Krovni top (mm)                               | 88 (22 granat)                |
| Mine                                          | 26 TMA                        |
| Posadka                                       | 44-52                         |
| Maksimalni potop (m)                          | 250                           |